# Gobierno de Pedro Carmona
El gobierno de Pedro Carmona fue un gobierno de facto instalado tras la deposición del segundo gobierno de Hugo Chávez en 2002. Carmona era presidente de Fedecámaras y su gobierno duró 48 horas, sumido en una crisis política.
Se promulgó el Acta de Constitución del Gobierno de Transición Democrática y Unidad Nacional, la cual disolvió los poderes públicos nacionales y concentró todo el poder en Carmona.
El gobierno de Carmona fue reconocido por Colombia, El Salvador, España y los Estados Unidos, siendo desconocido por Argentina y Cuba.
Fue sucedido por el gobierno interino de Diosdado Cabello, vicepresidente durante el gobierno previo de Chávez, después de que la Asamblea Nacional lo juramentara. Cabello le devolvió el poder a Hugo Chávez, restaurando su segundo período. Carmona renunció, fue detenido y luego abandonó el país, asilándose en Colombia.

## Contexto histórico
En diciembre de 2001 el presidente de Fedecámaras Pedro Carmona dio una entrevista a El País, donde declaró respecto al paro petrolero y las movilizaciones opositoras que:

(Un golpe de Estado) no es nuestro propósito. Le aseguro que, si hay rectificación, le estaremos ayudando a consolidar el gobierno. Estamos convencidos de que hay un ambiente para que ello ocurra.

En el golpe de Estado de 2002, las fuerzas militares le pidieron la renuncia a Hugo Chávez, arrestándolo y llevándolo al Fuerte Tiuna. Tras esto, el empresario Pedro Carmona asumió como presidente.

## Gabinete
| Gabinete de Pedro Carmona Estanga (Extraoficial)               | Gabinete de Pedro Carmona Estanga (Extraoficial) | Gabinete de Pedro Carmona Estanga (Extraoficial) | Gabinete de Pedro Carmona Estanga (Extraoficial) |
| -------------------------------------------------------------- | ------------------------------------------------ | ------------------------------------------------ | --- |
| Organismo                                                      | Personalidad Propuesta                           | Fuente                                           | Cita de "Mi Testimonio Ante la Historia" |
| Ministerio de Agricultura                                      | Raúl de Armas                                    | [ 5 ]                                            | "Anuncié además el nombre del Médico Veterinario Raúl de Armas como Ministro de Agricultura" Pedro Carmona |
| Ministerio de Defensa                                          | Héctor Ramírez Pérez                             | [ 6 ]                                            | "El Vicealmirante Ramírez Pérez tuvo el gesto de informar al General Vásquez Velasco de mi decisión de designarlo al frente del Ministerio de la Defensa para contar con su respaldo." Pedro Carmona |
| Ministerio del Despacho de la Presidencia                      | Jesús Enrique Briceño                            | [ 7 ]                                            | "Ofrecí al VA (r) Jesús Enrique Briceño García, a quien siempre he admirado por su rectitud e institucionalismo el Ministerio de la Secretaría de la Presidencia." Pedro Carmona |
| Ministerio de Educación                                        | Leonardo Carvajal                                | [ 8 ]                                            | "Al concluir la reunión, Rodríguez Iturbe fue testigo del ofrecimiento hecho a Leonardo Carvajal como Ministro de Educación y de su aceptación." Pedro Carmona |
| Ministerio de Finanzas                                         | Leopoldo Martínez Nucete                         | [ 9 ]                                            | "Además, hablé con Leopoldo Martínez para ratificarle mi deseo de que ocupara el Ministerio de Finanzas, que aceptó." Pedro Carmona |
| Ministerio de Planificación                                    | León Arismendi                                   | [ 10 ]                                           | "Completó la lista de los anuncios iniciales (...) León Arismendi como Ministro de Planificación y Desarrollo." Pedro Carmona |
| Ministerio de Relaciones Exteriores                            | José Rodríguez Iturbe                            | [ 11 ]                                           | "Ofrecí el Ministerio de Relaciones Exteriores al Dr. José Rodríguez Iturbe." Pedro Carmona |
| Ministerio de Relaciones Interiores                            | Damiani Bustillos                                | [ 12 ]                                           | "Por otra parte, designé Ministro de Relaciones Interiores al General de División GN Rafael Damiani Bustillos." Pedro Carmona |
| Ministerio de Salud                                            | Rafael Arreaza                                   | [ 13 ]                                           | "Así mismo comuniqué el nombre del Médico y Abogado Rafael Arreaza como Ministro de Salud." Pedro Carmona |
| Ministerio de Energía y Minas                                  | Alberto Quirós Corradi                           | [ 14 ]                                           | |
| Ministerio del Trabajo                                         | César Carvallo                                   | [ 15 ]                                           | |
| Procuraduría General de la República                           | Daniel Romero                                    | [ 16 ]                                           | "Se informó que Daniel Romero, abogado de ejercicio privado, ocuparía la Procuraduría General de la República." Pedro Carmona |
| Petróleos de Venezuela                                         | Guaicaipuro Lameda                               | [ 17 ]                                           | "Completó el primer grupo de anuncios la reincorporación del General Guaicaipuro Lameda a la Presidencia de PDVSA." Pedro Carmona |
| Oficina Central de Información                                 | Patricia Poleo                                   | [ 18 ]                                           | "Al final, públicamente y de la mejor buena fe, le expresé: «Patricia, eres una persona valerosa, representante del papel cumplido por la mujer venezolana en la difícil etapa vivida por el país. Te ofrezco que ocupes la Dirección de la Oficina Central de Información (OCI)». Patricia no respondió ni afirmativa ni negativamente, pues la tomó por sorpresa" Pedro Carmona |
| Consejo Nacional de Investigaciones Científicas y Tecnológicas | Ignacio Ávalos                                   | [ 19 ]                                           | |
| Banco Central de Venezuela                                     | Domingo Fontiveros                               | [ 4 ]                                            | Había meditado en otros nombres para el Ministerio de Finanzas, en particular los economistas Domingo Fontiveros y Maxim Ross, pero al final pensé que Fontiveros sería el indicado para la Presidencia del Banco Central de Venezuela Pedro Carmona |
| Dirección de los Servicios de Inteligencia y Prevención        | Ovidio Poggioli                                  | [ 4 ]                                            | Finalmente había decidido, aun cuando no fue anunciado, que la Dirección de la DISIP sería asignada al General Ovidio Poggioli. Pedro Carmona |

## Política legislativa y judicial
El Acta de Constitución del Gobierno de Transición Democrática y Unidad Nacional, conocido coloquialmente como el Decreto Carmona o "el Carmonazo", fue un documento decretado el 12 de abril de 2002, un día después del golpe de Estado en Venezuela de 2002 contra el presidente Hugo Chávez.

## Política exterior
En América, el gobierno de Andrés Pastrana en Colombia llamó a Pedro Carmona para ofrecerle «todo el apoyo y la solidaridad expresa del pueblo colombiano en este proceso de transición», El Salvador también lo reconoció como presidente legítimo,  igual que la administración Bush en Estados Unidos, que culpó a Hugo Chávez por los sucesos, considerando que Chávez había renunciado y que por lo tanto la asunción de Carmona no podía ser un golpe de Estado.  En Europa, el gobierno de José María Aznar de España le dio reconocimiento a Carmona como «nuevo presidente», dando instrucciones al embajador en Venezuela para que se reuniera con el embajador estadounidense y con Carmona. El Fondo Monetario Internacional (FMI) fue la primera institución financiera en reconocer a Carmona como presidente de Venezuela y ofrecerle su colaboración.
El gobierno de Ricardo Lagos en Chile manejó una posición ambivalente, junto con el gobierno de Vicente Fox en México, que declaró que «se abstendrá de reconocer o no» a Carmona, manteniendo las relaciones diplomáticas entre ambos países. El presidente de Perú, Alejandro Toledo, declaró que «sería inoportuno e inapropiado decir si fue golpe de Estado» porque «la información es muy fragmentada todavía».
El presidente interino de Argentina, Eduardo Duhalde, definió la salida de Chávez como un «golpe de Estado» y la actitud del nuevo gobierno de Carmona como «típica de una dictadura». El ministro de Relaciones Exteriores de Cuba, Felipe Pérez Roque, exigió el retorno de las autoridades «elegidas democráticamente por el pueblo». El Grupo de Río, integrado por Argentina, Bolivia, Brasil, Colombia, Costa Rica, Chile, Ecuador, El Salvador, Guatemala, Guyana, Honduras, México, Nicaragua, Panamá, Paraguay, Perú, República Dominicana, Uruguay y Venezuela, condenó la «interrupción del orden constitucional» evitando llamarla «golpe de Estado», y pidió una reunión extraordinaria del Consejo Permanente de la Organización de los Estados Americanos (OEA).

## Arresto y asilo de Pedro Carmona
La Asamblea Nacional presidida por Willian Lara nombró presidente al vicepresidente Diosdado Cabello, quien le devolvió la presidencia a Chávez. Tras esto, Pedro Carmona renunció, y le fueron presentados los cargos de rebelión y usurpación de funciones públicas, quedando bajo arresto domiciliario. Solicitó entonces a la embajada colombiana en Venezuela su recibimiento como asilado político. Juan Martín Echeverría, uno de sus abogados, declaró que Carmona se consideraba un perseguido político. El gobierno de Andrés Pastrana aprobó su solicitud; Carmona escapó y fue recibido en Colombia bajo ese estatus desde entonces.
Pedro Carmona declaró posteriormente que:

El nuestro no fue un acto que pudiera considerarse dictatorial u omnipotente, sino queríamos abrir un nuevo período de facto para rescatar la democracia cuando todavía se podía.